# Tanil
Tanil es una población del municipio de Umán en el estado de Yucatán localizado en el sureste de México.Tanil, Yucatán: Un pueblo de raíces fuertes y corazones honrados En el cálido municipio de Umán, al sur del estado de Yucatán, se encuentra Tanil, una comisaría pequeña en extensión, pero grande en valores y tradición. Rodeado de vegetación tropical y caminos tranquilos, Tanil es un pueblo donde la vida se vive con sencillez, trabajo y profundo respeto. Los habitantes de Tanil son conocidos por su honradez, amabilidad y sentido de comunidad. Aquí, la palabra dada vale más que un papel, y el saludo cordial es parte del día a día. Las familias conservan las costumbres heredadas por generaciones, desde la elaboración de tortillas a mano hasta las fiestas patronales, donde el pueblo se viste de gala con música y fe.

## Toponimia
El nombre (Tanil)  proviene del idioma maya.

## Demografía
Según el censo de 2005 realizado por el INEGI, la población de la localidad era de 427 habitantes, de los cuales 209 eran hombres y 218 eran mujeres.
| 247                         | 124 | 144 | 147 | 174 | 203 | 216 | 283 | 315 | 376 | 404 | 427 |
| (Fuente: INEGI [Consultar]) |     |     |     |     |     |     |     |     |     |     |     |

## Galería

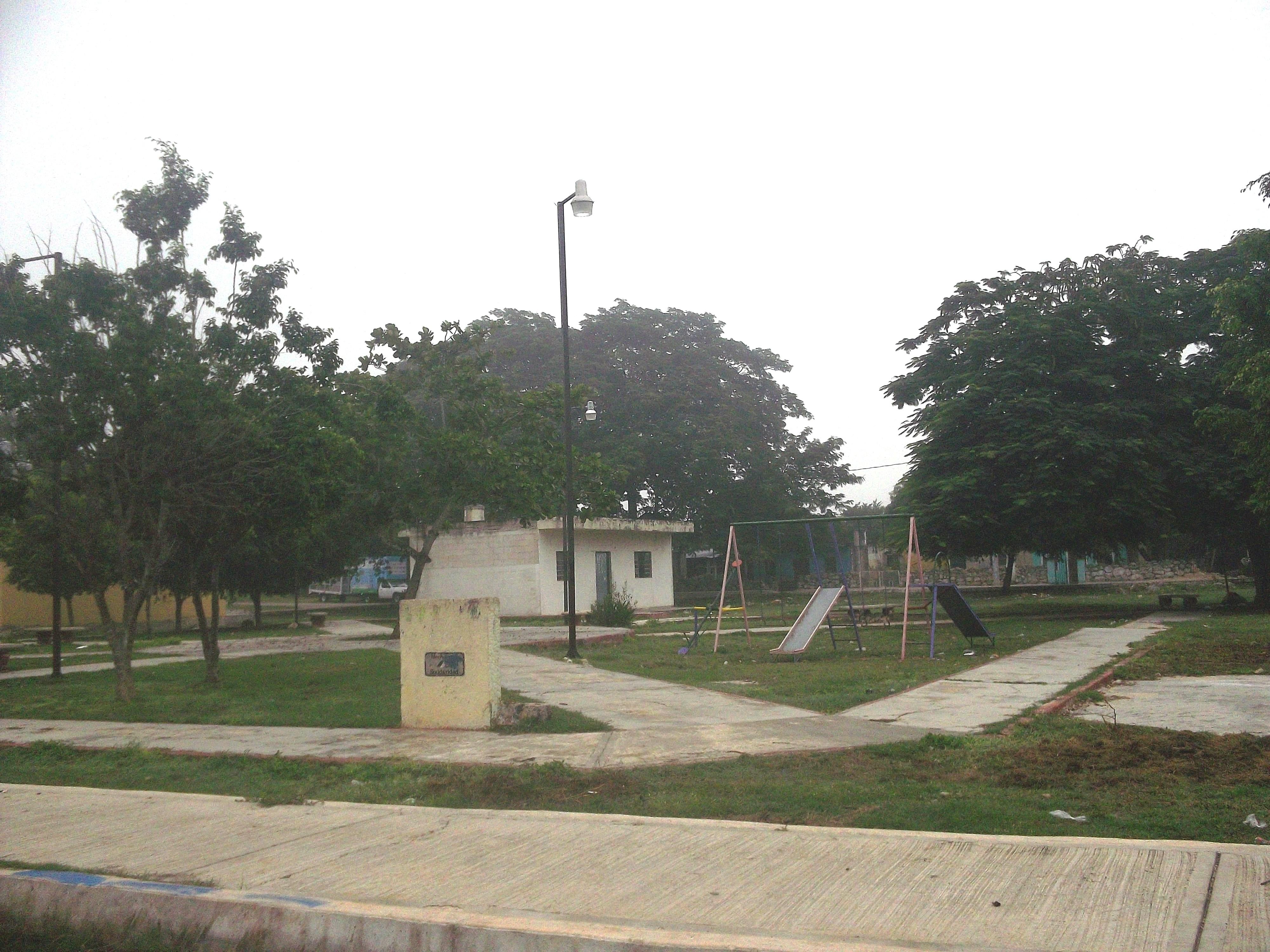
Parque principal.
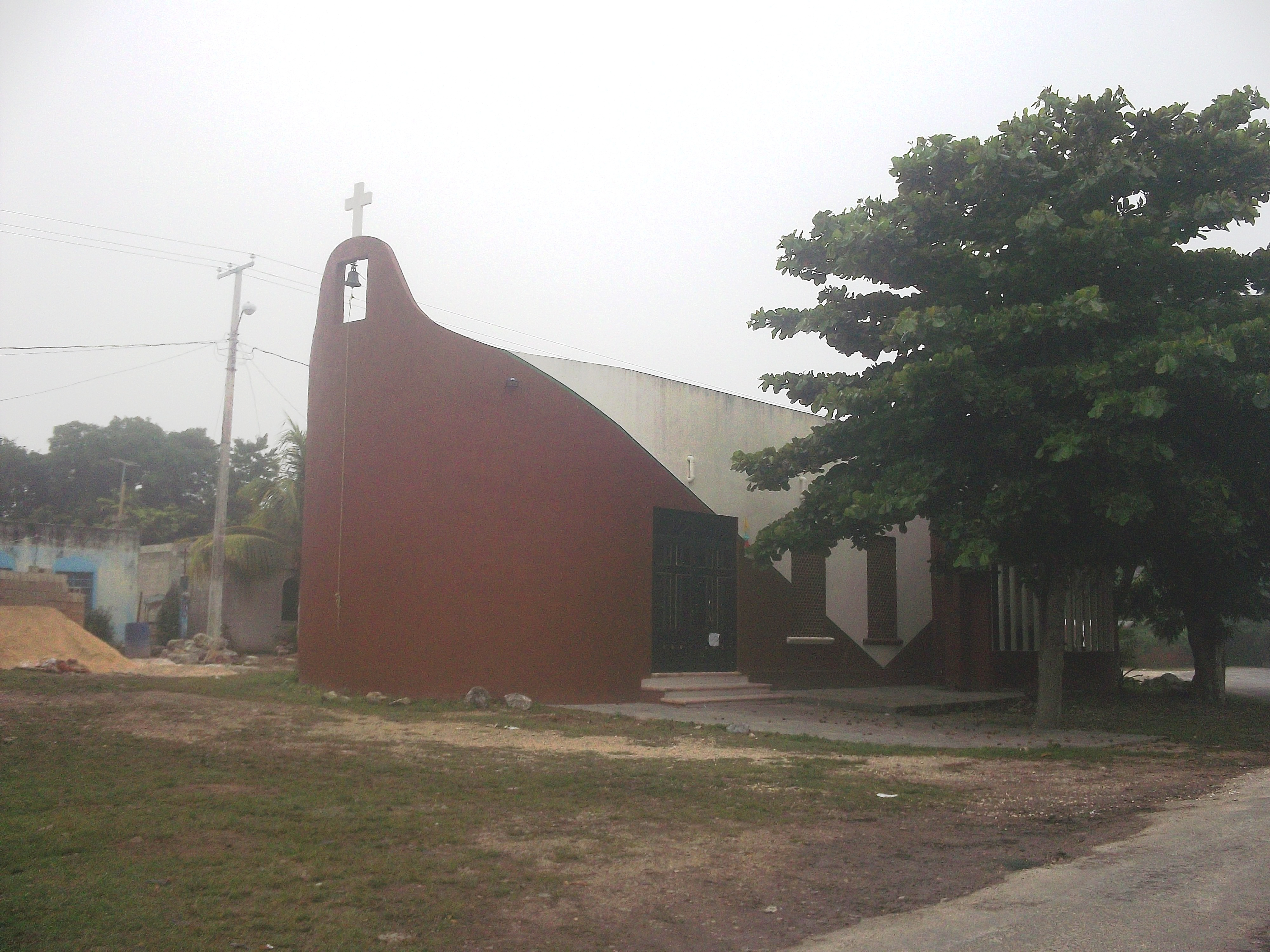
Iglesia.
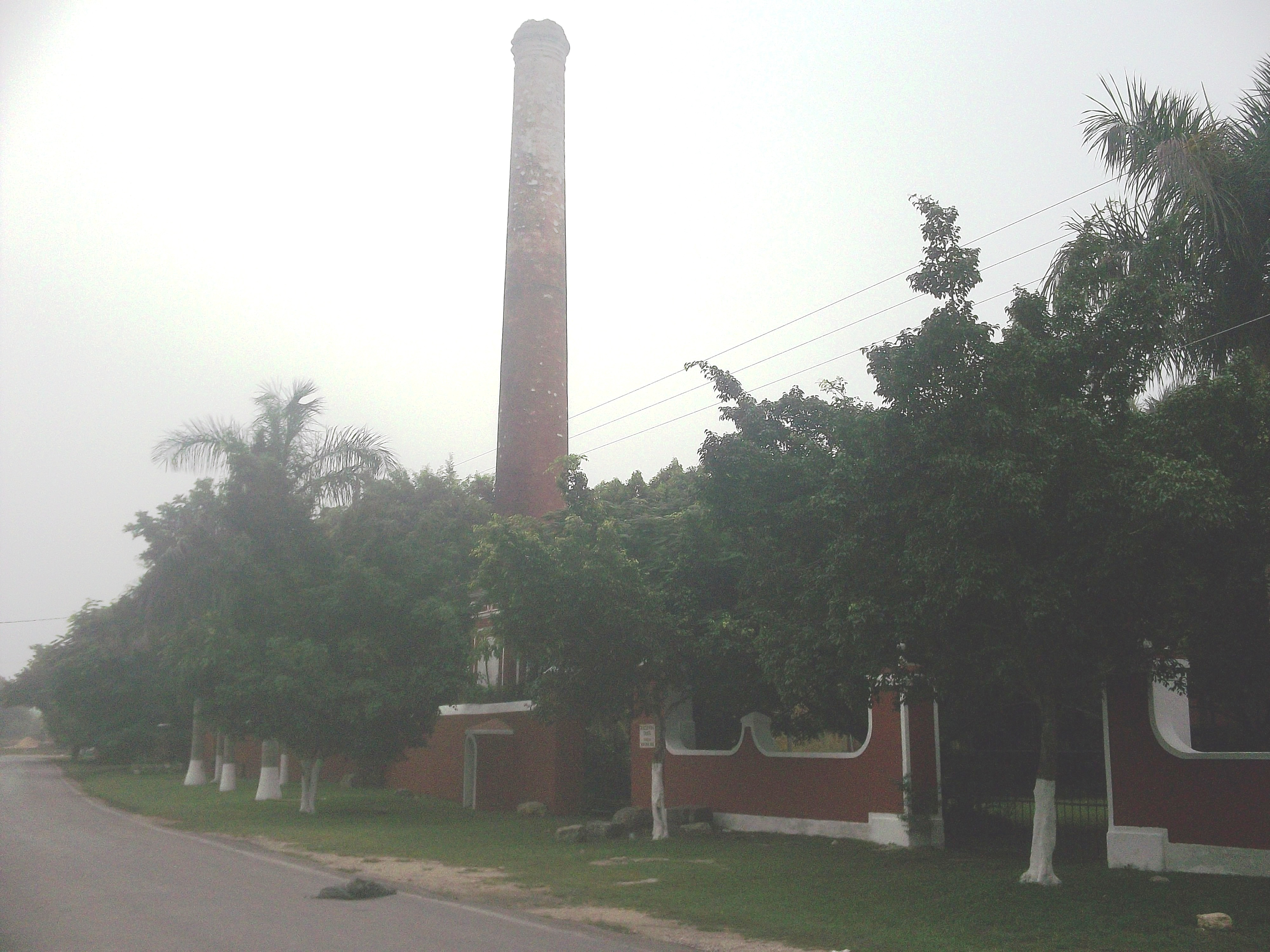
Hacienda.
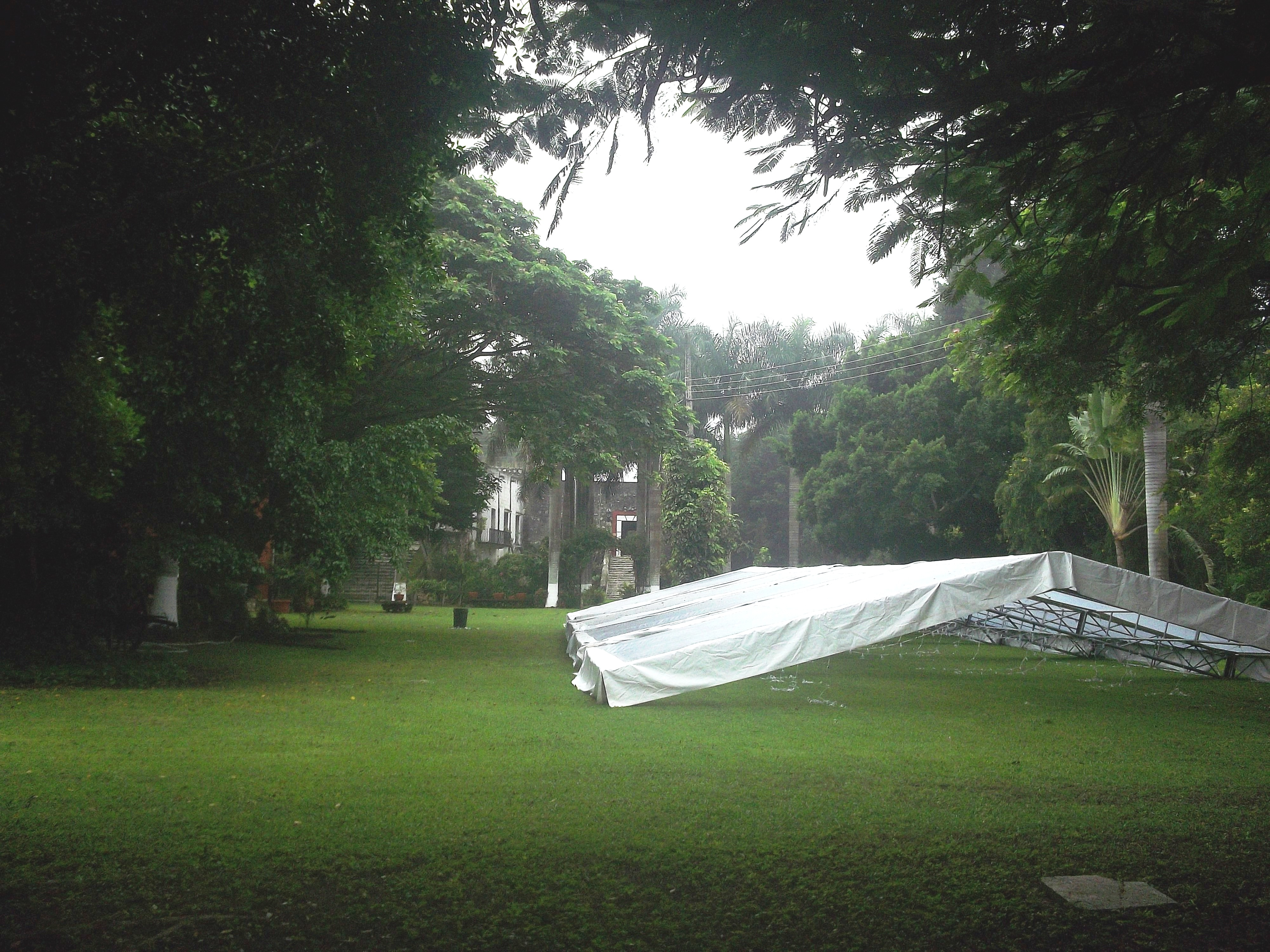
Hacienda.
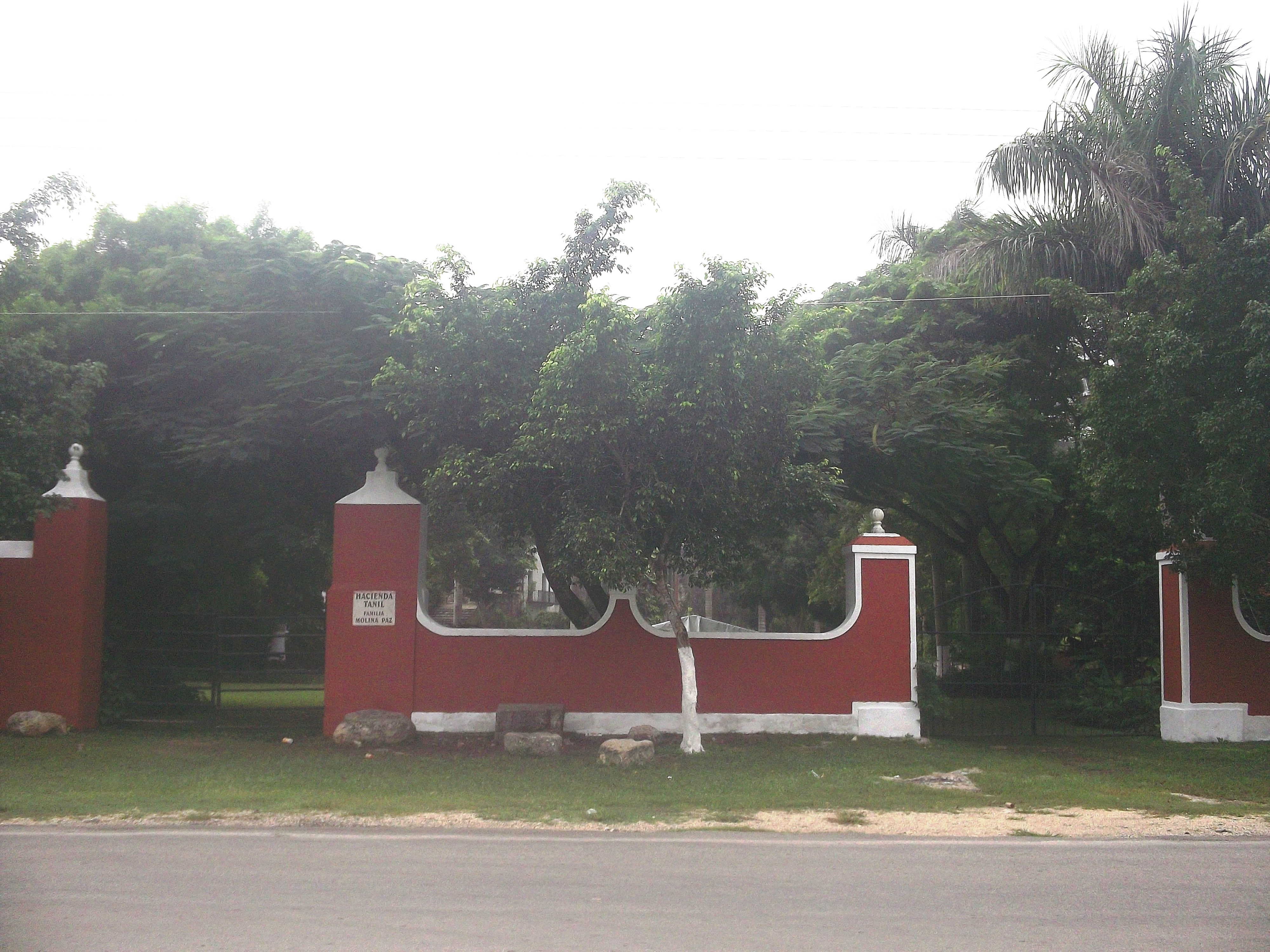
Hacienda.
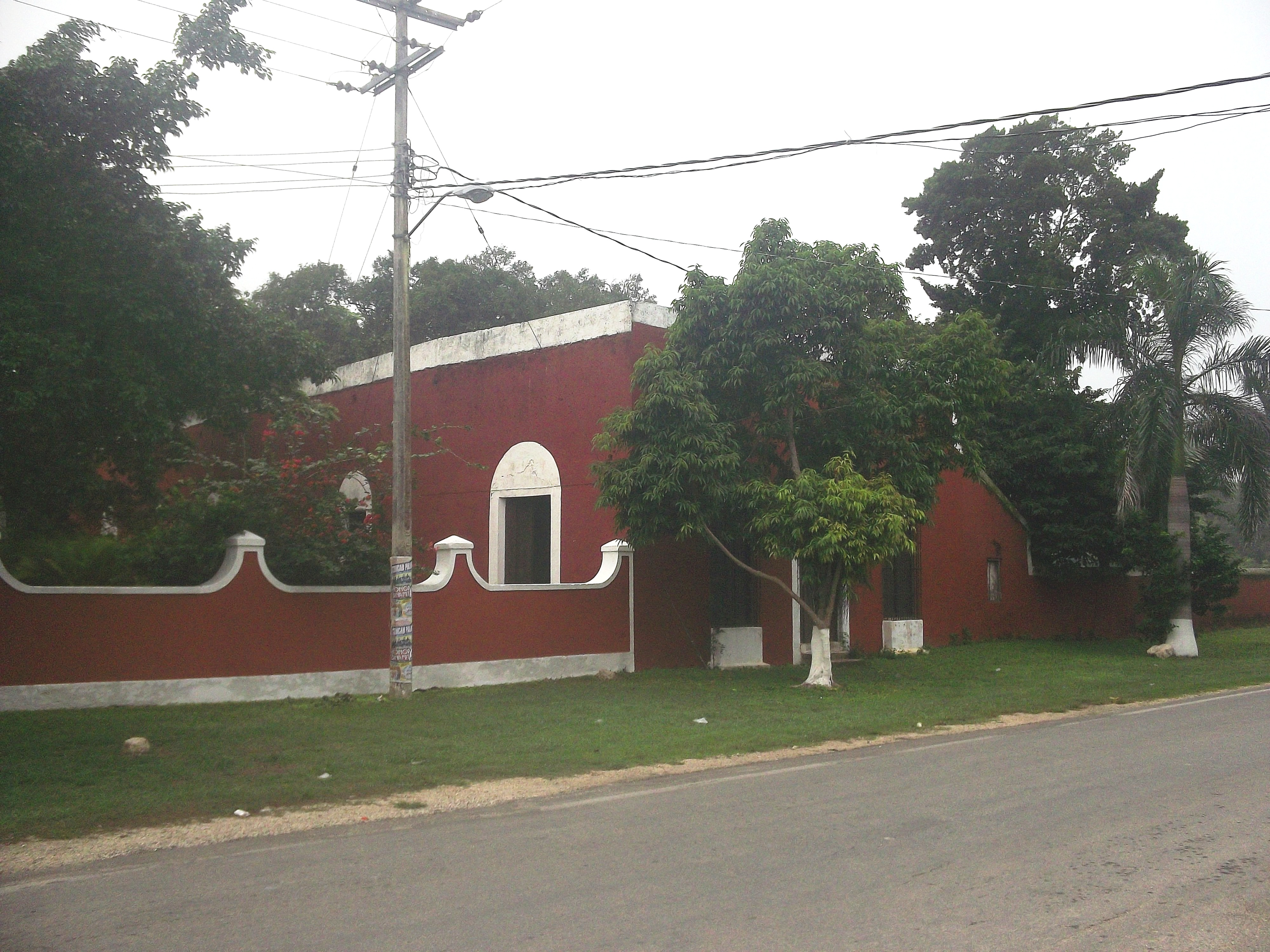
Hacienda.
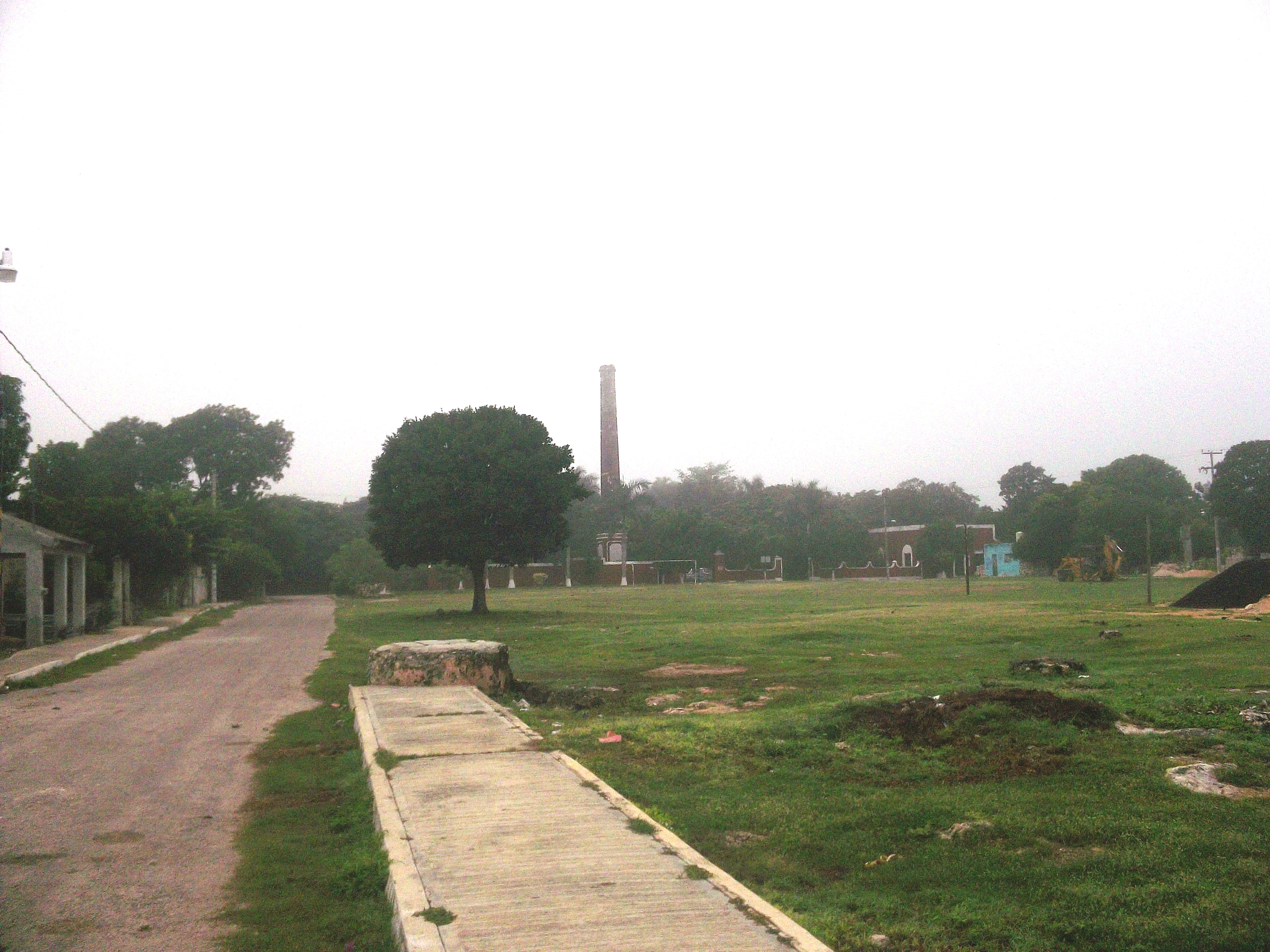
Hacienda.